# Seicento

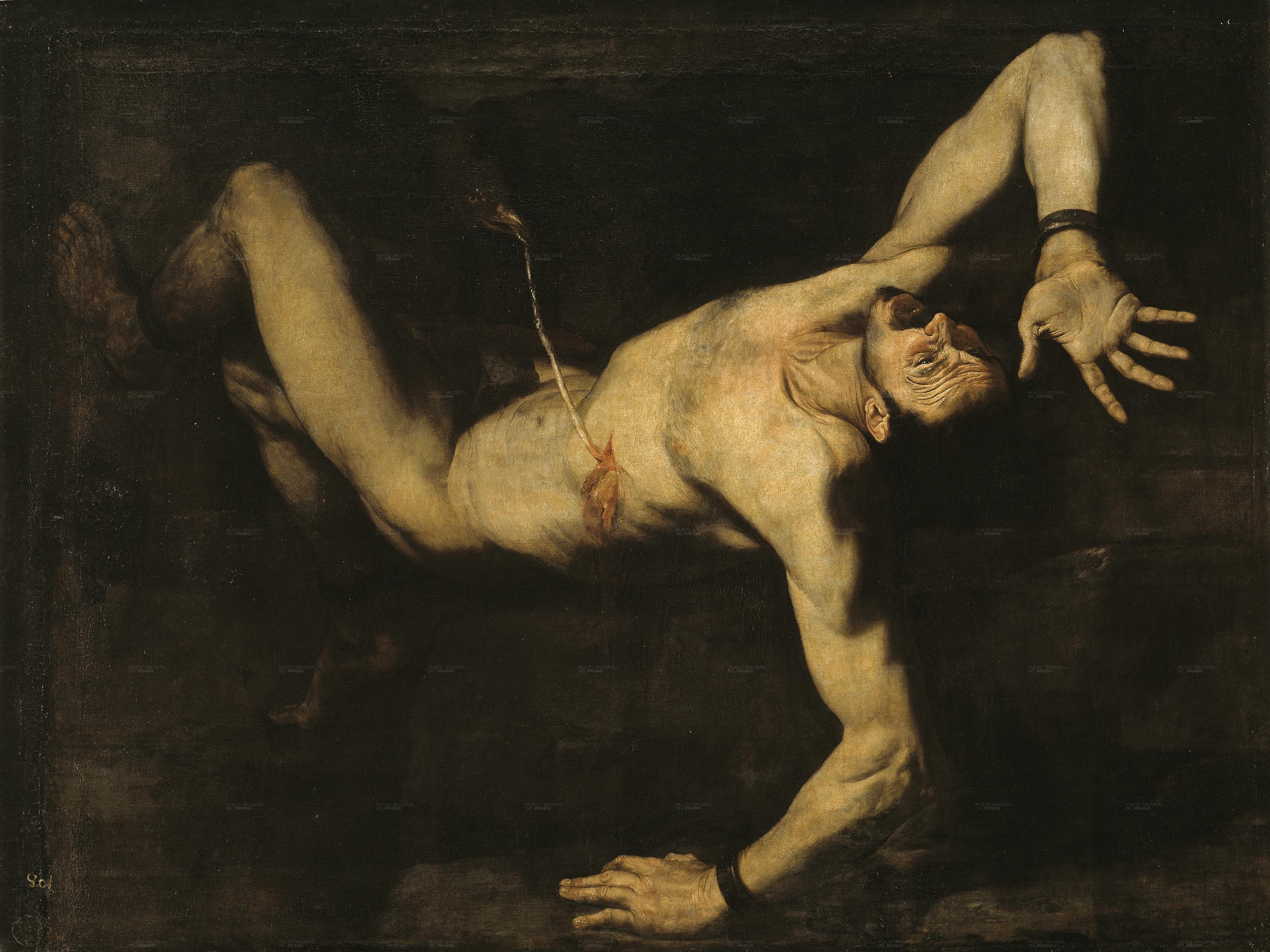
Jusepe de Ribera, Tytios, 1632

Seicento (wł. seicento ’sześćset’, od mille seicento ’tysiąc sześćset’) – XVII wiek w dziejach kultury Włoch.